# Renault Dauphine
Renault Dauphine — автомобіль французької компанії Renault, що випускався з 1956 по 1967 рік. Існувала «люксова» версія Dauphine — Renault Ondine, що випускалася з 1960 по 1962 роки. Renault Dauphine збирався в багатьох країнах світу, таких як Австралія, Мексика, Бельгія та Ірландія і за ліцензією в Італії, Бразилії, Іспанії, Аргентині, Ізраїлі, США та Японії. Спортивну версію автомобіля, яка отримала назву Dauphine Gordini, оснащували 4-х ступінчастою коробкою передач (на серійному Dauphine вона була 3-х ступінчаста), дисковими гальмами на всі колеса і потужнішим двигуном. У 1962–1963 роках випускалася гоночна модель R1093. Всього було випущено 2150738 автомобілів.

## Варіянти

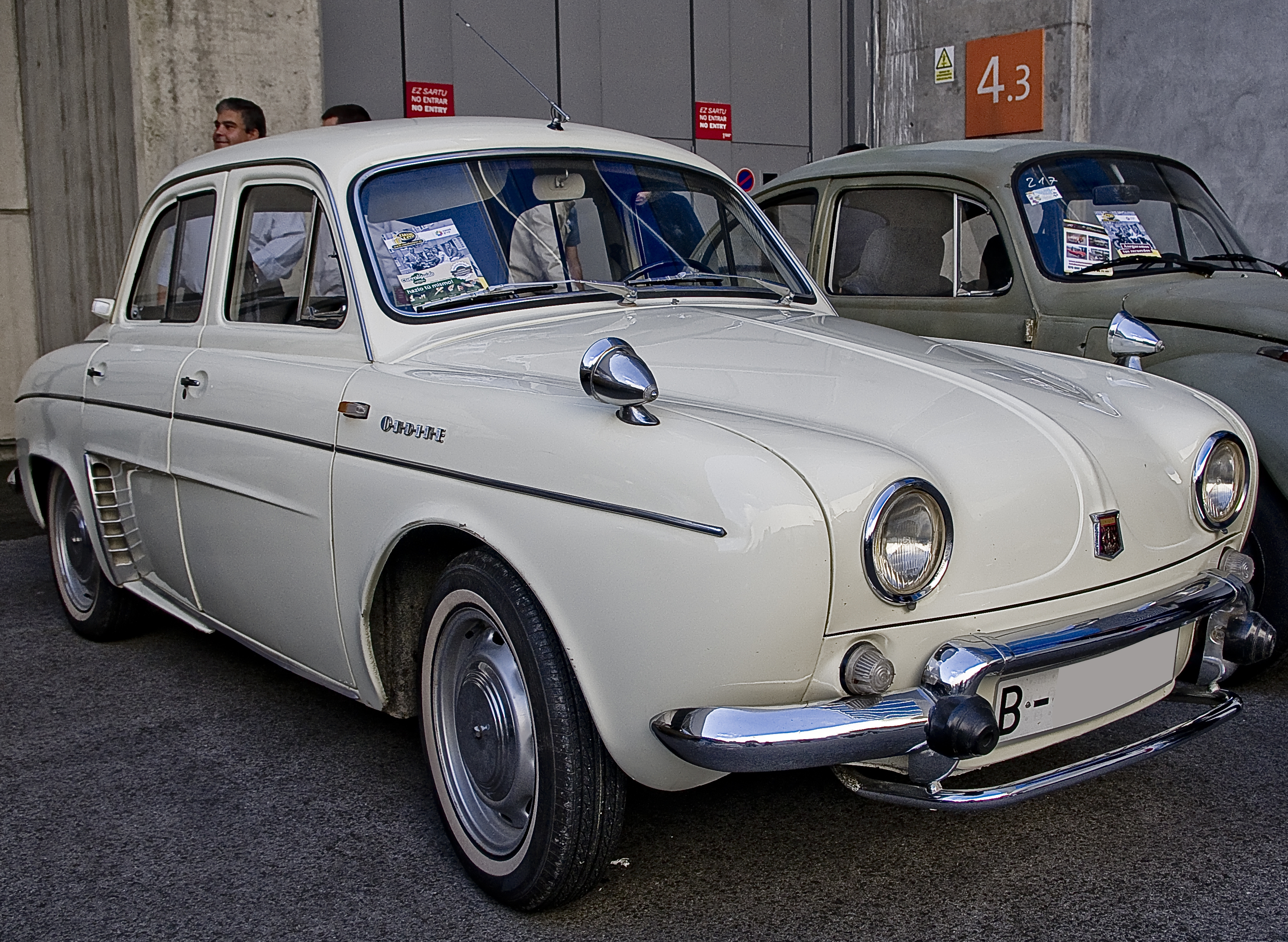
Renault Ondine Gordini

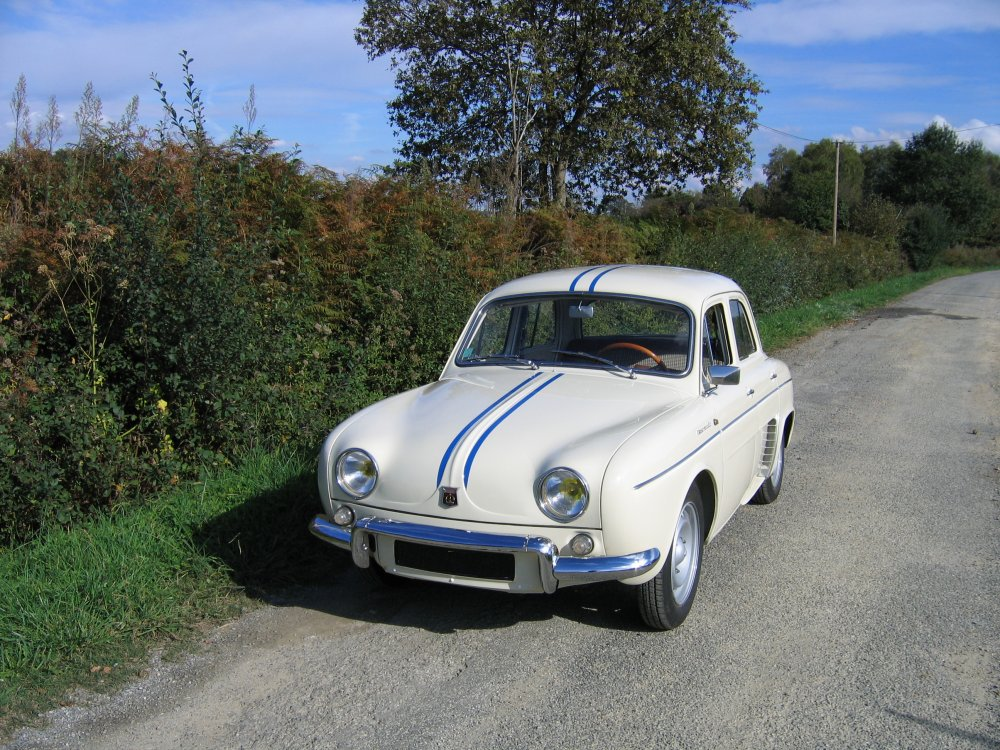
відреставрована Dauphine R1093

Renault Ondine, елітний варіянт Dauphine, був представлений в 1961 році і пропонувався протягом двох років. Він мав 4-ступінчасту коробку передач.
Версія Gordini пропонувалася з 4-ступінчастою трансмісією, чотирма дисковими гальмами по колу з 1964 року та збільшеною потужністю, продуктивність була тюнінгована Amédée Gordini до 37 к.с. (27,2 кВт). Були запропоновані варіанти Dauphine Gordini та Ondine Gordini.
R1093 був обмеженою серією заводської гоночної моделі з 2140 омологованих, які були налаштовані на 55 к.с. (41 кВт) і мали двокамерний карбюратор, чотириступінчасту механічну коробку передач і тахометр, розвивали максимальну швидкість 140 км/год (87 миль/год) і випускалися в 1962 і 1963 роках. Всі вони були пофарбовані в білий колір з двома тонкими синіми смугами, що проходили спереду назад уздовж капота, даху і багажника.

## Продажі
У 1966 році в заяві Renault для преси говорилося, що виробництво Dauphine перевищило мільйонну позначку всього за чотири роки - швидше, ніж будь-який інший автомобіль, вироблений в Європі.
У Великій Британії Dauphine був одним із перших імпортованих автомобілів, які продавалися у великих кількостях на ринку, де раніше домінували британські виробники та місцеві дочірні компанії американських виробників.
Всього за 10 років було вироблено 2'150'738 різних варіянтів Renault Dauphine.

## Дивись також
- Ford 021C[en]
- Nissan Figaro[en]